# نضر بن شمیل مازنی
نَضر بن شُمَیل مازِنی (۷۴۰-۸۱۹) نحوی و محدث عربی ایرانی مروی بود. نزد خلیل فراهیدی در بصره نحو آموخت، با مأمون در مرو همنشین بود.

## زندگی
زادهٔ ۷۴۰/ ۱۲۲ق در مرو است. نحو را نزد خلیل بن احمد در بصره فراگرفت. با مأمون در مرو همنشین بود و حکایت‌ها و نکته‌هایی از این رابطه بیان کرده است. در ۸۱۹/ ۲۰۳ق در مرو درگذشت.

## آثار
- کتاب الصفات: واژگان ویژهٔ آفرینش انسان، حیوان، طبیعت و گیاهان را در آن گرد آورد.
- غریب الحدیث
- السلاح